# 라바룸

라바룸

라바룸(라틴어: labarum)은 그리스도를 의미하는 그리스 문자(그리스어: ΧΡΙΣΤΟΣ 또는 그리스어: Χριστός)의 처음 두 글자 카이(Χ)와 로(Ρ)를 겹쳐놓은 키 로를 표시한 벡실룸(군단기)을 말한다. 로마 제국의 콘스탄티누스 1세가 최초로 사용하였다.

## 유래
라크탄티우스와 유세비우스에 따르면, 콘스탄티누스의 꿈에 키 로 문양이 나타났고 “이 표시로 이기리라(In hoc signo vinces)” 라는 목소리가 들렸다고 한다. 잠에서 깨어난 콘스탄티누스는 즉시 병사들에게 모든 방패에 키 로 문양을 새길 것을 명령하였고, 그날 밀비우스 다리 전투(312)에서 막센티우스를 이겼다는 것이다. 하지만 이 전투가 있은 지 3년 뒤에 세운 콘스탄티누스 개선문에는 이 문양이 새겨져 있지 않다. 대신 ‘영혼의 위대함과 신의 영감으로(INSTINCTU DIVINITATIS MENTIS MAGNITUDINE)’ 나라를 구했다고 적혀 있는데, 당시 동전에는 태양의 신이 새겨져 있었다. 콘스탄티누스는 그 이후에 기독교를 공인하고 장려했음에도 로마 다신교의 수장(Pontifex Maximus)이라는 자리를 고수하고 있었는데, 많은 사람들이 이를 콘스탄티누스가 기독교를 믿었던 것이 아니라 정략적으로 기독교를 이용했기 때문이라고 받아들인다.
이후로 중세에는 이 기호가 잘 쓰이지 않다가 르네상스 때 다시 쓰이기 시작했다.
로마 가톨릭교회를 필두로 현재의 기독교에서는 라바룸이 그리스도의 이름을 나타내고 있기 때문에 이를 사용한다. 한편 개신교 중 일부에서는 이 상징이 다신교에서 비롯되었고, 태양신을 상징했던 것으로 여기고 이 문양을 거부한다.
유니코드로는 U+2627(☧)에 해당된다.

## 같이 보기
- 카이 로